# Ernst August von Hannover
Ernest August (V), książę Hanoweru i Brunszwiku (Ernst August Albert Otto Rupprecht Oskar Berthold Friedrich Ferdinand Christian Ludwig von Hannover, ur. 26 lutego 1954 w Hanowerze) – hanowerski książę z dynastii Welfów, syn Ernesta Augusta (IV), księcia Hanoweru i jego małżonki, księżnej Ortrud; pretendent do tronu byłego Królestwa Hanoweru i Księstwa Brunszwiku.

## Powiązania rodzinne i edukacja
Książę Ernest August urodził się 26 lutego 1954 roku w Hanowerze. Jego rodzicami byli Ernest August (IV), książę Hanoweru i jego pierwsza małżonka, Ortrud, urodzona jako księżniczka Schleswig-Holstein-Sonderburg-Glücksburg. Poprzez drugie małżeństwo ojca jego macochą była Monika, księżna Hanoweru, z domu hrabianka zu Solms-Laubach (zm. 2015). Jego dziadkami byli ze strony ojca Ernest August (III), książę Brunszwiku i księżniczka Wiktoria Luiza z dynastii Hohenzollernów, księżniczka pruska; natomiast ze strony matki książę Albrecht Schleswig-Holstein-Sonderburg-Glücksburg i księżna Hertha, pochodząca z rodziny książąt Isenburgu i Büdingen.
Ma dwóch braci, księcia Ludwika i księcia Henryka oraz trzy siostry: hrabinę Marię z Hochbergu, księżniczkę Olgę i Aleksandrę, księżną Leiningen. Jest potomkiem królowej Wiktorii i króla Krystiana IX, a przez to jest spokrewniony ze wszystkimi rodzinami królewskimi w Europie. Został ochrzczony i wychowany w wierze protestanckiej, ale utracił miejsce w linii sukcesji brytyjskiego tronu w 1999 wskutek ślubu z katolicką księżniczką Karoliną.

## Członek rodziny książęcej
W 1919 roku wszystkie tytuły arystokratyczne w Niemczech zostały zniesione i obecnie mają one znaczenie wyłącznie zwyczajowe i historyczne. Jako potomek brytyjskich królów, Ernest August V jest księciem Hanoweru, księciem Brunszwiku, księciem Wielkiej Brytanii i Irlandii. Znajdował się w linii sukcesji brytyjskiego tronu, ale utracił to miejsce wskutek zaślubin z osobą wyznającą religię katolicką.
Po 1999 roku regularnie przebywał na monakijskim dworze i występował razem z żoną, córką i pasierbami w różnych okolicznościach. Brał udział w obchodach Narodowego Dnia Monako (ostatnio w 2008), dorocznych galach charytatywnych, zawodach sportowych. Był wśród zaproszonych gości na obchodach objęcia tronu Monako przez księcia Alberta II. W czerwcu 2009 po raz ostatni towarzyszył swojej żonie w publicznym wystąpieniu.
19 września 2014 był gościem obchodów pięćdziesiątej rocznicy zaślubin Konstantyna II, króla Greków i królowej Anny Marii.
W lipcu 2017 książę Ernest August V oficjalnie sprzeciwił się małżeństwu swojego starszego syna z Katarzyną Małyszewą. Na łamach niemieckiego pisma Handelsblatt wydał oświadczenie, w którym podał, że za jego decyzją stoją względy majątkowe i ma ona na celu dobro dynastii hanowerskiej i zachowanie jej dziedzictwa kulturowego. Zażądał, by książę Ernest August zwrócił mu dwie posiadłości (w tym pałac Marienborg), które otrzymał w prezencie w latach 2004 i 2006. Książę Hanoweru nie uczestniczył w uroczystościach zaślubin swojego następcy.

## Życie prywatne

### Małżeństwo z Chantal Hochuli
24 sierpnia 1981 ojciec księcia Ernesta Augusta, książę Ernest August (IV), wydał specjalne oświadczenie, w którym zezwolił na ślub swojego syna i następcy z Chantal Hochuli, pochodzącą ze Szwajcarii kobietę bez arystokratycznych korzeni. Dodatkowo w dokumencie stwierdzono, że małżeństwo to będzie uznawane za dynastyczne. Do ślubu cywilnego pary doszło 28 sierpnia w Pattensen, natomiast dwa dni później odbyła się ceremonia religijna w obrządku luterańskim na Zamku Marienburg w Dolnej Saksonii. Hochuli otrzymała tytuł Jej Królewskiej Wysokości Księżnej Brunszwiku-Lüneburg. Została pierwszą w dziejach dynastyczną żoną członka rodziny hanowerskiej, nie mającą arystokratycznego pochodzenia.
Para książęca dzieliła swoje życie pomiędzy domy w Monachium i Londynie.
19 lipca 1983 w Londynie księżna urodziła pierwszego syna pary i przyszłego dziedzica tytułu księcia Hanoweru. Chłopiec otrzymał imiona Ernest August Andrzej Filip Konstantyn Maksymilian Rolf Stefan Ludwik Rudolf i znany jest jako książę Ernest August z Hanoweru. Został ochrzczony 15 października 1983 w Zamku Marienburg.
Drugi syn pary, książę Krystian Henryk Klemens Paweł Franciszek Piotr Welf Wilhelm Ernest Fryderyk Franz urodził się w Londynie dnia 1 czerwca 1985. Został ochrzczony 14 lipca w Zamku Marienburg, a imiona otrzymał po wszystkich swoich ojcach chrzestnych.
Dzieci Chantal i Ernesta Augusta V zostały wpisane do linii sukcesji brytyjskiego tronu i wychowane są w wierze protestanckiej.
9 grudnia 1987 zmarł książę Ernest August IV i Ernest August (V) został kolejnym tytularnym księciem Hanoweru, a jego żona księżną Hanoweru.
W połowie lat 90. znajomość księcia Hanoweru z córką władcy Monako, księżniczką Karoliną, stawała się coraz bardziej jawna i często była tematem doniesień prasowych. Księżna Hanoweru o niewierności męża dowiedziała się z gazet i złożyła pozew o rozwód na początku marca 1996 w Londynie. Brak dyskrecji w jego kontaktach z innymi kobietami kosztował księcia Ernesta około 160 milionów dolarów, które stracił wskutek zakończenia małżeństwa.
Księżna i książę Hanoweru uzyskali rozwód we wrześniu 1997. Księżna utraciła predykat Jej Królewskiej Wysokości i tytułowana jest Chantal, księżna Hanoweru.
8 sierpnia 2016 Pałac Książęcy ogłosił zaręczyny księcia Ernesta Augusta, syna Ernesta Augusta (V) i Chantal, z Katarzyną Małyszewą, urodzoną w Rosji czeską projektantką mody. Para zawarła cywilny związek małżeński 6 lipca 2017 w Hanowerze, mimo oficjalnego sprzeciwu ojca narzeczonego. 8 lipca miała miejsce ceremonia religijna w Market Church w Hanowerze. W roli świadków wystąpili książę Krystian i księżniczka Aleksandra, młodsze rodzeństwo pana młodego. Małyszewa po ślubie otrzymała tytuł Jej Królewskiej Wysokości Księżnej Katarzyny z Hanoweru i może w przyszłości zostać tytularną księżną Hanoweru. 22 lutego 2018 roku przyszła na świat pierwsza córka pary i pierwsza wnuczka księcia Ernesta Augusta V, księżniczka Elżbieta.
26 kwietnia 2017 ogłoszono zaręczyny młodszego syna księcia, księcia Krystiana, z Aleksandrą de Osmą, pochodzącą z Peru. Para zawarła cywilny związek małżeński 24 listopada w Londynie, gdzie mieszka Chantal, księżna Hanoweru. Książę Hanoweru nie wziął udziału w uroczystości. 17 marca 2018 w bazylice Świętego Piotra w Limie miała miejsce religijna ceremonia zaślubin pary. Książę Ernest August V wyraził zgodę na ślub młodszego syna i wziął udział w uroczystości w Limie.

### Małżeństwo z księżniczką Karoliną

monogram księcia i księżnej Hanoweru

Książę Ernest August poznał księżniczkę Karolinę, córkę Rainiera III, księcia Monako i księżnej Grace, w latach 70. XX wieku. Był głównym faworytem księżnej Monako do ręki jej najstarszej córki, ale Karolina odrzuciła tę propozycję. Ponownie spotkali się w 1990 roku, ponieważ Grimaldi była w bliskiej przyjaźni z księżną Chantal. Ich relacja zaczęła być jawna w 1995 roku. Książę Hanoweru rozwiódł się ze swoją pierwszą żoną i zdecydował na małżeństwo z katolicką księżniczką.
Dla Karoliny było to trzecie małżeństwo. Jej pierwszy związek z bankowcem Filipem Junot zakończył się rozwodem, a następnie kościelnym stwierdzeniem jego nieważności; natomiast jej drugi mąż, Stefan Casiraghi, zginął w 1990 roku w wypadku łodzi motorowych.
11 stycznia 1999 królowa Elżbieta II wyraziła zgodę na ślub księcia Hanoweru, ale ponieważ jego narzeczona była wyznania rzymskokatolickiego, utracił on miejsce w linii sukcesji do brytyjskiego tronu. Karolina postanowiła pozostać przy swojej religii, ale zgodziła się, by ich ewentualne potomstwo było wychowywane w wierze protestanckiej. Ślub pary odbył się 23 stycznia 1999, w dniu czterdziestych drugich urodzin ciężarnej już wówczas narzeczonej. 20 lipca 1999 w austriackim Vocklabruck urodziła się jedyna córka pary, księżniczka Aleksandra Charlotte Ulrike Maryam Virginia z Hanoweru. Dziewczynka została ochrzczona w kościele luterańskim i wpisana do linii sukcesji brytyjskiego i monakijskiego tronu.
Ernest August został ojczymem dla trójki dzieci swojej żony, Andrei, Charlotte i Pierre’a Casiraghich.
6 kwietnia 2005 roku w Monako zmarł ojciec księżnej Hanoweru, książę Rainier III i na tron wstąpił jej młodszy brat, książę Albert II. Ponieważ nowy władca nie posiadał dynastycznych potomków, Karolina została pierwszą osobą w kolejce do monakijskiej korony i zajmowała to miejsce do 10 grudnia 2014 roku, kiedy to urodzili się księżniczka Gabriela i książę Jakub.
Karolina i Ernest August pozostają od 2009 roku w separacji. Księżna wraz z najmłodszą córką powróciła do Monako. W styczniu 2010 w prasie pojawiły się zdjęcia księcia Ernesta, bawiącego się w towarzystwie innej kobiety podczas wakacji w Tajlandii.
W 2010 związał się z Simone, rumuńską tancerką i modelką, która była od niego młodsza o ponad trzydzieści lat. Relacja zakończyła się w 2015 roku.

### Zdrowie
3 kwietnia 2005 książę Hanoweru w ciężkim stanie trafił do Kliniki Imienia Księżnej Grace w Monte Carlo z powodu ostrego zapalenia trzustki. W kolejnym komunikacie poinformowano, że zapadł w śpiączkę. W tym samym czasie w księstwie umierał jego teść, książę Rainier III.
25 lipca 2011 został przyjęty na oddział intensywnej terapii szpitala na Ibizie z rozpoznaniem kolejnego epizodu ostrego zapalenia trzustki. Hospitalizacja zakończyła się 30 lipca.
W kwietniu 2017 przeszedł w Austrii w trybie nagłym operację układu naczyniowego.
17 marca 2018 uczestniczył w przyjęciu weselnym swojego młodszego syna, skąd trafił do szpitala z podejrzeniem zatrucia pokarmowego. W Klinice Delgado towarzyszył mu pasierb, Pierre Casiraghi. Książę poczuł się źle, zemdlał i został przyjęty na oddział intensywnej terapii.
W lutym 2019 przeszedł operacje ostrego zapalenia trzustki i pękniętego wrzodu żołądka. Rozpoznano u niego nowotwór okolicy szyi.

## Genealogia

### Przodkowie
| Osoba                                    | Rodzice                                                                   | Dziadkowie                                                                            | Pradziadkowie                                                                       |
| Ernest August V, książę Hanoweru (1954-) | Ernest August IV, książę Hanoweru (1914-1987)                             | Ernest August III, książę Brunszwiku (1887-1953)                                      | Ernest August II, książę Cumberland (1845-1923)                                     |
| Ernest August V, książę Hanoweru (1954-) | Ernest August IV, książę Hanoweru (1914-1987)                             | Ernest August III, książę Brunszwiku (1887-1953)                                      | Thyra, księżna Cumberland z d. księżniczka Danii (1853-1933)                        |
| Ernest August V, książę Hanoweru (1954-) | Ernest August IV, książę Hanoweru (1914-1987)                             | Wiktoria, księżna Brunszwiku z d. księżniczka Prus (1892-1980)                        | Wilhelm II, cesarz Niemiec (1859-1941)                                              |
| Ernest August V, książę Hanoweru (1954-) | Ernest August IV, książę Hanoweru (1914-1987)                             | Wiktoria, księżna Brunszwiku z d. księżniczka Prus (1892-1980)                        | Augusta, cesarzowa Niemiec z d. księżniczka Szlezwyka-Holsztynu (1858-1921)         |
| Ernest August V, książę Hanoweru (1954-) | Ortrud, księżna Hanoweru z d. księżniczka Szlezwyka-Holsztynu (1925-1980) | Książę Albrecht ze Szlezwyka-Holsztynu (1863-1948)                                    | Fryderyk, książę Szlezwyka-Holsztynu (1814-1885)                                    |
| Ernest August V, książę Hanoweru (1954-) | Ortrud, księżna Hanoweru z d. księżniczka Szlezwyka-Holsztynu (1925-1980) | Książę Albrecht ze Szlezwyka-Holsztynu (1863-1948)                                    | Adelajda, księżna Szlezwyka-Holsztynu z d. księżniczka Schaumburg-Lippe (1821-1899) |
| Ernest August V, książę Hanoweru (1954-) | Ortrud, księżna Hanoweru z d. księżniczka Szlezwyka-Holsztynu (1925-1980) | Księżna Hertha ze Szlezwyka-Holsztynu z d. hrabianka Isenburga i Budingen (1883-1972) | Bruno, 3. książę Isenburga i Budingen (1837-1906)                                   |
| Ernest August V, książę Hanoweru (1954-) | Ortrud, księżna Hanoweru z d. księżniczka Szlezwyka-Holsztynu (1925-1980) | Księżna Hertha ze Szlezwyka-Holsztynu z d. hrabianka Isenburga i Budingen (1883-1972) | Berta, księżna Isenburga i Budingen z d. hrabianka Castell-Rüdenhausen (1898-1990)  |

### Potomkowie
| Dzieci                                             | Wnuki                                     | Prawnuki |
| Ernest August, dziedziczny książę Hanoweru (1983-) | Księżniczka Elżbieta z Hanoweru (2018-)   |          |
| Ernest August, dziedziczny książę Hanoweru (1983-) | Książę Welf August z Hanoweru (2019-)     |          |
| Ernest August, dziedziczny książę Hanoweru (1983-) | Księżniczka Eleonora z Hanoweru (2021-)   |          |
| Ernest August, dziedziczny książę Hanoweru (1983-) | Księżniczka Małgorzata z Hanoweru (2024-) |          |
| Książę Krystian z Hanoweru (1985-)                 | Książę Mikołaj z Hanoweru (2020-)         |          |
| Książę Krystian z Hanoweru (1985-)                 | Księżniczka Zofia z Hanoweru (2020-)      |          |
| Księżniczka Aleksandra z Hanoweru (1999-)          |                                           |          |

### Dynastia hanowerska
```
Ernest August (IV), książę Hanoweru
 (1914-1987)
m. Ortrud, księżna Hanoweru (księżniczka Schleswig-Holstein-Sonderburg-Glücksburg, oo 1951-1980)
     c. 
Hrabina Maria z Hochbergu
 (księżniczka Hanoweru, 1952-)
        m. 
Hrabia Michał z Hochbergu
 (oo 1982-)
             s. 
Hrabia Konrad z Hochbergu
 (1985-)
             s. 
Hrabia Jerzy z Hochbergu
 (1987-)
     s. 
Ernest August V, książę Hanoweru
 (1954-)
        m. 
Chantal, księżna Hanoweru
 (Hochuli, oo 1981-1997)
             s. 
Książę Ernest August z Hanoweru
 (1983-)
                m. 
Katarzyna, Księżna Ernest August z Hanoweru
 (Małyszewa, oo 2017-)
                   c. 
Księżniczka Elżbieta z Hanoweru
 (2018-)
             s. 
Książę Krystian z Hanoweru
 (1985-)
                m. 
Aleksandra, Księżna Krystian z Hanoweru
 (de Osma, oo 2017-)
        m. 
Karolina, księżna Hanoweru
 (księżniczka Monako, oo 1999-)
             c. 
Księżniczka Aleksandra z Hanoweru
 (1999-)
     s. Książę Ludwik z Hanoweru (1955-1988)
        m. Księżna Izabela z Hanoweru (von Thurn and Valsassina-Como-Vercelli, oo 1987-1988)
             s. 
Książę Otto z Hanoweru
 (1988-)
     c. 
Księżniczka Olga z Hanoweru
 (1958-)
     c. 
Aleksandra, księżna Leiningen
 (księżniczka Hanoweru, 1959-)
        m. 
Andrzej, 8. książę Leiningen
 (oo 1981-)
             s. 
Ferdynand, dziedziczny książę Leiningen
 (1982-)
                 m. 
Wiktoria-Ludwika, dziedziczna księżna Leiningen
 (księżniczka Prus, oo 2017-)
             c. 
Księżniczka Olga z Leiningen
 (1984-)
             s. 
Książę Herman z Leiningen
 (1987-)
                 m. 
Księżna Izabela z Leiningen
 (Heubach, oo 2017-)
     s. 
Książę Henryk z Hanoweru
 (1961-)
         r. 
Désirée Nick

             s. 
Oscar Nick
 (1996-)
        m. 
Księżna Thyra z Hanoweru
 (von Westernhagen, oo 1999-)
             s. 
Książę Albert z Hanoweru
 (1999-)
             c. 
Księżniczka Eugenia z Hanoweru
 (2001-)
             s. 
Książę Juliusz z Hanoweru
 (2006-)
m. Monika, księżna-wdowa Hanoweru (hrabianka zu Solms-Laubach, oo 1981-1987)
```

### Pokrewieństwo z europejskimi rodzinami królewskimi

#### Królowa Wiktoria
```
Wiktoria, królowa Wielkiej Brytanii i Irlandii
 (1819-1901)
c. 
Wiktoria, cesarzowa Niemiec
 (1840-1901)
    s. 
Wilhelm II, cesarz Niemiec
 (1859-1941)
        c. 
Wiktoria Luiza, księżna Hanoweru
 (1892-1980)
            s. 
Ernest August IV, książę Hanoweru
 (1914-1987)
                s. 
Ernest August V, książę Hanoweru
 (1954-), żona 
Karolina

                   s. 
Książę Ernest August z Hanoweru
 (1983-)
                   s. 
Książę Krystian z Hanoweru
 (1985-)
                   c. 
Księżniczka Aleksandra z Hanoweru
 (1999-)
            s. 
Książę Jerzy z Hanoweru
 (1915-2006)
            c. 
Fryderyka, królowa Greków
 (1917-1981), mąż 
Paweł I

                c. 
Zofia, królowa Hiszpanii
 (1938-), mąż 
Jan Karol I

                   s. 
Filip VI, król Hiszpanii
 (1968-), żona 
Letycja

                s. 
Konstantyn II, król Greków
 (1940-), żona 
Anna Maria

    c. 
Zofia, królowa Greków
 (1870-1932)
        s. 
Jerzy II, król Greków
 (1890-1947)
        s. 
Aleksander, król Greków
 (1893-1920)
            c. 
Aleksandra, królowa Jugosławii
 (1921-1993)
                s. 
Aleksander, książę koronny Serbii
 (1945-)
        c. 
Helena, królowa Rumunii
 (1896-1982)
            s. 
Michał, król Rumunii
 (1921-)
        s. 
Paweł I, król Greków
 (1901-1964), żona 
Fryderyka

            c. 
Zofia, królowa Hiszpanii
 (1938-), mąż 
Jan Karol I

               s. 
Filip VI, król Hiszpanii
 (1968-), żona 
Letycja

            s. 
Konstantyn II, król Greków
 (1940-), żona 
Anna Maria

s. 
Edward VII, król Wielkiej Brytanii i Irlandii
 (1841–1910)
    s. 
Jerzy V, król Wielkiej Brytanii
 (1865-1936)
        s. 
Edward, książę Windsor
 (1894-1972)
        s. 
Jerzy VI, król Wielkiej Brytanii
 (1895-1952)
            c. 
Elżbieta II, królowa Wielkiej Brytanii
 (1926-)
    c. 
Maud, królowa Norwegii
 (1869-1938)
        s. 
Olaf V, król Norwegii
 (1903-1991)
           s. 
Harald V, król Norwegii
 (1937-)
c. 
Alicja, wielka księżna Hesji
 (1843-1878)
    c. 
Wiktoria, księżna Ludwika z Battenbergów
 (1863-1950)
        c. 
Alicja, księżna Grecji i Danii
 (1885-1969)
            s. 
Filip, książę Edynburga
 (1921-), żona 
Elżbieta II

        c. 
Ludwika, królowa Szwecji
 (1889-1965), mąż 
Gustaw VI Adolf

    c. 
Elżbieta, wielka księżna Rosji
 (1864-1918)
    c. 
Aleksandra, cesarzowa Rosji
 (1872-1918)
        c. 
Olga, wielka księżna Rosji
 (1895-1918)
        c. 
Tatiana, wielka księżna Rosji
 (1897-1918)
        c. 
Maria, wielka księżna Rosji
 (1899-1918)
        c. 
Anastazja, wielka księżna Rosji
 (1901-1918)
        s. 
Aleksy, carewicz Rosji
 (1904-1918)
s. 
Alfred, książę Sachsen-Coburg-Gotha
 (1844-1900)
    c. 
Maria, królowa Rumunii
 (1875-1938), mąż 
Ferdynand I

        s. 
Karol II, król Rumunii
 (1893-1953)
            s. 
Michał I, król Rumunii
 (1921-)
        c. 
Elżbieta, królowa Greków
 (1894-1956), mąż 
Jerzy II

        c. 
Maria, królowa Jugosławii
 (1900-1961), mąż 
Aleksander I

            s. 
Piotr II, król Jugosławii
 (1923-1970)
                s. 
Aleksander, książę koronny Serbii
 (1945-)
c. 
Helena, księżna Szlezwiku-Holsztynu
 (1846-1923)
c. 
Ludwika, księżna Argyll
 (1848-1939)
s. 
Artur, książę Connaught i Strathearn
 (1850-1942)
    c. 
Małgorzata, księżna koronna Szwecji
 (1882-1920), mąż 
Gustaw VI Adolf

        s. 
Gustaw Adolf, książę Västerbotten
 (1906-1947)
            s. 
Karol XVI Gustaw, król Szwecji
 (1946-)
        c. 
Ingrid, królowa Danii
 (1910-2000), mąż 
Fryderyk IX

            c. 
Małgorzata II, królowa Danii
 (1940-)
            c. 
Anna Maria, królowa Greków
 (1946-), mąż 
Konstantyn II

s. 
Leopold, książę Albany
 (1853-1884)
c. 
Beatrycze, księżna Henrykowa z Battenbergu
 (1857-1944)
   c. 
Wiktoria, królowa Hiszpanii
 (1887-1969)
       s. 
Jan, hrabia Barcelony
 (1913-1993)
           s. 
Jan Karol I, król Hiszpanii
 (1938-), żona 
Zofia

               s. 
Filip VI, król Hiszpanii
 (1968-), żona 
Letycja
```

## Odznaczenia
Lista odznaczeń przyznanych księciu Hanoweru:
| Data            | Państwo | Osoba przyznająca | Odznaczenie                         |
| 9 grudnia 1987  | Niemcy  | order domowy      | Wielki Mistrz Orderu św. Jerzego    |
| 9 grudnia 1987  | Niemcy  | order domowy      | Wielki Mistrz Orderu Gwelfów        |
| 9 grudnia 1987  | Niemcy  | order domowy      | Wielki Mistrz Orderu Henryka Lwa    |
| 9 grudnia 1987  | Niemcy  | order domowy      | Krzyż Wielki Orderu Ernesta Augusta |
| 9 sierpnia 1992 | Dania   | JKW Królowa Danii | Kawaler Orderu Słonia               |

## Tytuły
| Od             | do             | Tytuł                                                                           |
| 24 lutego 1954 | 9 grudnia 1987 | Jego Królewska Wysokość Dziedziczny Książę Hanoweru, Książę Brunszwika-Lüneburg |
| 9 grudnia 1987 | nadal          | Jego Królewska Wysokość Książę Hanoweru                                         |

Tytuły książęce są wyłącznie honorowe. W Niemczech w 1919 r. zniesiono tytuły arystokratyczne (art. 109 konstytucji weimarskiej i ustawa z 23 czerwca 1920 o zniesieniu przywilejów stanowych szlachty). Stały się one częścią nazwiska rodowego.